# Centralia (Missouri)
Centralia és una població dels Estats Units a l'estat de Missouri. Segons el cens del 2000 tenia 3.774 habitants.

## Demografia
Segons el cens del 2000, Centralia tenia 3.774 habitants, 1.505 habitatges, i 1.032 famílies. La densitat de població era de 575,9 habitants per km².
Dels 1.505 habitatges en un 37,7% hi vivien nens de menys de 18 anys, en un 53,3% hi vivien parelles casades, en un 12,6% dones solteres, i en un 31,4% no eren unitats familiars. En el 27,7% dels habitatges hi vivien persones soles el 14,5% de les quals corresponia a persones de 65 anys o més que vivien soles. El nombre mitjà de persones vivint en cada habitatge era de 2,45 i el nombre mitjà de persones que vivien en cada família era de 2,97.
Per edats la població es repartia de la següent manera: un 28,2% tenia menys de 18 anys, un 7,3% entre 18 i 24, un 27,9% entre 25 i 44, un 19,1% de 45 a 60 i un 17,5% 65 anys o més.
L'edat mediana era de 36 anys. Per cada 100 dones de 18 o més anys hi havia 77,8 homes.
La renda mediana per habitatge era de 34.475 $ i la renda mediana per família de 40.671 $. Els homes tenien una renda mediana de 30.399 $ mentre que les dones 21.115 $. La renda per capita de la població era de 17.583 $. Entorn del 2,8% de les famílies i el 4,5% de la població estaven per davall del llindar de pobresa.

## Poblacions més properes
El següent diagrama mostra les poblacions més properes.